# Ђорђе Велисављевић
Ђорђе Велисављевић (Велики Бечкерек, 23. април 1864 — Загреб, 20. септембар 1935) био је банкар, привредник и добротвор.
Био је потпредседник и генерални директор Српске банке у Загребу и члан управе Српског привредног друштва Привредник. Оснивач и директор Државне класне лутрије, председник Оцеаније бродарског а. д. и члан управе бродарског друштва Југословенски Лојд.
Тестаментом је оставио Привреднику пола милиона динара. Био је члан Патроната Привредникових добротвора.